# Jaume Roure i Mesclans
Jaume Roure i Mesclans fou mestre de capella de Santa Maria de Mataró.
No tenim constància de quan va néixer, ni tampoc de quan va morir. Però, la primera referència que s'observa als arxius municipals de Mataró, ens situa aproximadament l'any 1830 quan va opositar amb Baltasar Dorda al magisteri de la capella de Mataró. Dorda va guanyar la plaça, però com que Jaume Roure va presentar una queixa a l'ajuntament, finalment el van nomenar mestre de capella de Santa Maria de Mataró. També sabem que en 1853 va presentar una baixa com a mestre de capella per motius desconeguts. Quan se'n va anar, la plaça de mestre de capella va quedar per Manuel Blanch i Puig, el qual va iniciar la seva formació musical amb el germà de Jaume Roure, Josep. En 1842, Blanch i Puig, va obtenir la plaça de xantre a la capella de Santa Maria de Mataró, és per això que ens consta que, possiblement, Jaume Roure i Manuel Blanch tenien una bona relació.

## Obra
Actualment només es conserva una sola obra, un duet per a flauta i fagot. També s'han trobat a l'arxiu alguns fragments amb el cognom de l'autor, però no podem afirmar que sigui ell.